# اداره هوانوردی فدرال
ادارهٔ فدرال هوانوردی (به انگلیسی: The Federal Aviation Administration) کوته‌نوشت FAA اداره‌ای از واحد ترابری ایالات متحده آمریکا است که وظیفه کنترل و سرپرستی همه امور هوانوردی غیرنظامی در آمریکا را به عهده دارد. اداره هوانوردی فدرال اجازه‌نامه‌های ملی پرواز و همچنین پرتاب‌های فضایی را صادر می‌کند.